# Ludvík Spurný
P. Ludvík Antonín Spurný OFM (13. července 1899 Olšany u Prostějova – 9. září 1974 Louny) byl českým řeholním knězem a vězněm nacistických koncentračních táborů.

## Život
Byl prvorozeným synem Antonína Spurného, podruha v Olšanech, a Marianny, rozené Dostálové. Poté, co absolvoval Slovanské gymnázium v Olomouc, kde byl mj. i spolužákem pozdějšího kardinála Františka Tomáška, vstoupil do kněžského semináře. Po vysvěcení se stal členem řádu františkánů. V období mezi dvěma světovými válkami působil v klášteře ve Voticích. V září 1939 byl při nacistické akci Akce Albrecht I. zatčen a poté deportován do koncentračních táborů Buchenwald a Dachau, odkud byl na konci války osvobozen. Mezi svými spoluvězni získal přezdívku „Mařena“, protože odmítl nosit vězeňský oblek místo mnišské kutny. Po skončení II. světové války se krátce stal kvardiánem v klášteře Jindřichově Hradci a opět ve Voticích. Odtud přišel na začátku července 1949 jako kvardián do Hejnic a ujal se také od 1. července 1949 duchovní správy ve farnosti Nové Město pod Smrkem. V rámci akce K byl centralizován v Hejnicích, avšak s ohledem na jeho odbojovou činnost vůči nacistické totalitě jej komunistická moc považovala za tzv. „pokrokového kněze“ a proto proti němu neuplatňovala sankce, jako proti odpůrci režimu. Od 1. května 1950 byl jmenován administrátorem farnosti v Krásném Lese. Od 1. prosince 1952 působil ve farnosti Vinařice a dále se stal farářem v Krásném Lese u Frýdlantu v Čechách. Za svou duchovenskou činnost byl jmenován osobním děkanem, biskupským notářem a čestným konsistorním radou v Lounech. Pro svoji odbojovou činnost v době II. světové války byl vyznamenán československým válečným křížem, čs. vojenskou medailí za zásluhy I. stupně a dalšími oceněními. Útrapy koncentračních táborů však podlomily jeho zdraví. Po svém odchodu do důchodu strávil poslední léta života v kaplance na děkanství v Lounech, kde také zemřel.